# Watcom Group
Watcom Group — является федеральным интегратором передовых технологий и решений, направленных на повышение эффективности бизнеса Торговых Центров и ритейла.  Компания организует подсчет и анализ потоков посетителей, от сбора информации и последующего анализа данных до выработки интегрированных решений по оптимизации и развитию бизнеса в рознице и управлению объектами.

## История компании
Компания создана в 1999 году двумя акционерами — Романом Скороходовым и Андреем Климовым.
В 2004 году компания владела более 55 % долей российского рынка в своей отрасли и была удостоена наград «Золотой купец» и «Золотые весы» с формулировкой «за вклад в развитие рынка систем подсчёта посетителей в России». В 2005 году получена вторая награда «Золотые весы» 
В компании работает 180 сотрудников и 55 дилеров продают оборудование Ватком. С 2010 года компания реструктуризована в группу компаний Watcom Group с рядом подразделений.
В 2011 году происходит запуск продукта «Умный торговый центр». В линейку оборудования Watcom Group введена новая позиция – 2D-видеосчетчик. Открывается филиал Watcom Group в Казахстане.
В 2012 году заключено соглашение об участии в проекте «Безопасный город» между Watcom Group и компанией «РТИ» – крупнейшим научно-производственным концерном в области оборонной промышленности страны.
В 2013 году проводится модернизация программного обеспечения. На рынке появляется инновационное решение Shopster для проведения аналитики поведенческих моделей и мониторинга посетителей с помощью сети Wi-Fi. Одновременно выходит продукт «Система сбора продаж».
В 2014 году в Watcom Group создается новое подразделение – «Маркетинговые исследования». Компания начинает предоставлять услуги по аудиту бренда ТЦ и проведению комплексных исследований для коммерческой недвижимости и ритейла. Происходит успешный запуск автоматизированной системы сбора продаж Sales Flow.
В 2015 году впервые представлена аналитическая система FOCUS. Теперь в режиме реального времени стала возможна оценка динамики ключевых показателей для ритейла и торговых центров.
В 2016 году аналитическая система FOCUS активно завоевывает рынок торговой недвижимости и устанавливается в крупнейших торговых центрах России.
В 2017 году компания представляет новое решение – «Диспетчеризация торговых центров», или автоматизированная система коммерческого учета электроэнергии (АСКУЭ), упрощающая передачу данных с приборов учета коммунальных платежей. 
В 2018 году происходит внедрение инновационного 3D-счетчика. Алгоритм нового датчика позволяет вести теперь не только подсчет людей, но и иных объектов, автотранспорта и направления движения.
В 2019 году Watcom Group поставляет на рынок торговой недвижимости и ритейла различные системы инновационных взаимосвязанных решений, необходимых для эффективной деятельности розничных сетей и объектов торговой недвижимости. Подписано партнерское соглашение с компанией NtechLab о разработке системы распознавания лиц.

## Деятельность компании
Основная деятельность компании связана с системами подсчёта и анализа посетительских потоков.
Компания является членом Российского совета торговых центров. Watcom Group совместно с этой организацией разработали Национальную классификацию торговых центров.
Компанией Watcom Group разработан общерыночный индикатор потребительской активности для рынка торговых центров (Shopping Index).

## Основные продукты
- Система подсчета посетителей
- Система сбора продаж
- Система Focus
- Shopster
- Shopping Index
- Маркетинговые исследования
- Распознавание лиц

## Награды и достижения
За годы своего существования компания Watcom удостоилась нескольких отраслевых наград:
- 2004 — «Золотой купец», «Золотые весы» с формулировкой «За развитие рынка подсчёта посетителей в России»,
- 2005 — «Золотые весы» — «За вклад в развитие рынка систем подсчета посетителей в России»[6].